# 新古典主義

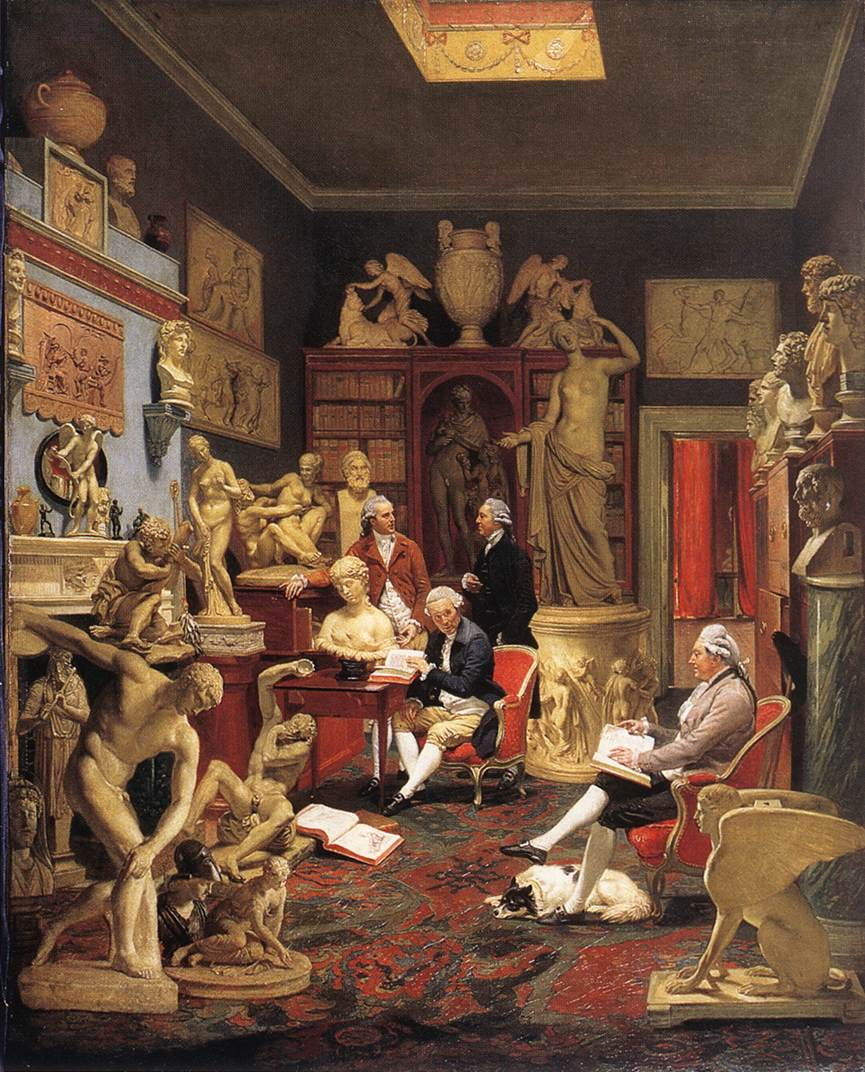
ヨハン・ゾファニー作『自宅の彫刻展示室のチャールズ・タウンリー』（1782）

新古典主義（しんこてんしゅぎ、英語：neoclassicism）は、18世紀中頃から19世紀初頭にかけて、西欧で建築・絵画・彫刻など美術分野で支配的となった芸術思潮を指す。それまでの装飾的・官能的なバロック、ロココの流行に対する反発を背景に、より確固とした荘重な様式を求めて古典古代、とりわけギリシアの芸術が模範とされた。18世紀後期にはこの様式を記述する為に用いられたのは「真の様式」であり、如何なる意味でも、偶有的であるとは看做されていなかったが、その一方で、流入する文化に対する反応や異国情緒の現れのような偏執は、「ロココのあの数々の局面の一つ」であったと評される。
一方、音楽における新古典主義は、20世紀前半の第一次・第二次大戦間の時期にイーゴリ・ストラヴィンスキーやフランス6人組が中心になって採用した音楽の様式を指し、バロック音楽から古典派音楽の終わりまで（17〜18世紀）の音楽思想や音楽観を理想とする主義や運動を指す。（新古典主義音楽を参照）

## 概要
18世紀前半に発掘されたヘルクラネウムとポンペイの遺跡は、当時の西洋人の古代への関心を高めることとなった。この頃美術評論家ヨハン・ヨアヒム・ヴィンケルマンがギリシア賛美の評論『ギリシア』『古代美術史』を書き、各国に影響を与えた。これらが新古典主義の背景になっている。
それまでのロココ美術があまりに甘美な装飾様式で、絵画等の題材が貴族主義的、退廃的と揶揄され、ギリシア・ローマの古典様式を模範とし、当時なりに解釈し、洗練させた芸術様式が生まれた。形式的な美、写実性を重視しており、その成り立ちから、新古典主義（ネオクラシズム、Neo-Classicism）と呼ばれる。新古典主義はフランスのアカデミーの主流になっていった。
フランス革命、ナポレオン・ボナパルトの登場によって、古典の英雄主義的な主題はさらに好まれるようになった。第一帝政期の様式は帝政様式（アンピール様式、Empire）とも呼ばれる。

## 領域

### 絵画
新古典主義の主な画家としては、ダヴィッド、アングル、ジェラール、グロ等が挙げられる。ロココ様式の華美で表層的な表現や、イリュージョニズムに熱狂するバロック様式へのアンチテーゼとして、デッサンと形を重視し、理性を通じた普遍的価値の表現を理想とした。19世紀に入り、より感性的・情熱的で表現者自身の感覚を重視するロマン主義（ロマン派）が台頭し、新古典主義とは真っ向から対峙する事となる。
新古典主義の巨匠アングルと、ロマン派の巨匠ドラクロワの対立は有名だが、これは17世紀の、素描のプッサン派と色彩のルーベンス派の論争に類似している。この絵画の造形上の対立は、更には古代ギリシャに実在したと伝えられる二人の画家、アペレスとゼウクシスの対比に遡ることも出来る。つまり、線の連続性や調和を重視し色を輪郭に即して用いる態度、色の効果を重視し色斑によって形体を描き出す態度の相違は、絵画の誕生とほぼ同時に存在していたと言える程に根源的なものなのである。そして連綿と続くこの対立はアングルが指摘したように、色彩が優位を保つには手数が少なく素早い制作であることが不可欠であり、卓越した形体表現に必要な階調・バルールの徹底的な研究と絢爛たる色彩が両立しないことが根底的な理由である。

#### 主要な作品

ダヴィッド『サン＝ベルナール峠を越えるボナパルト』
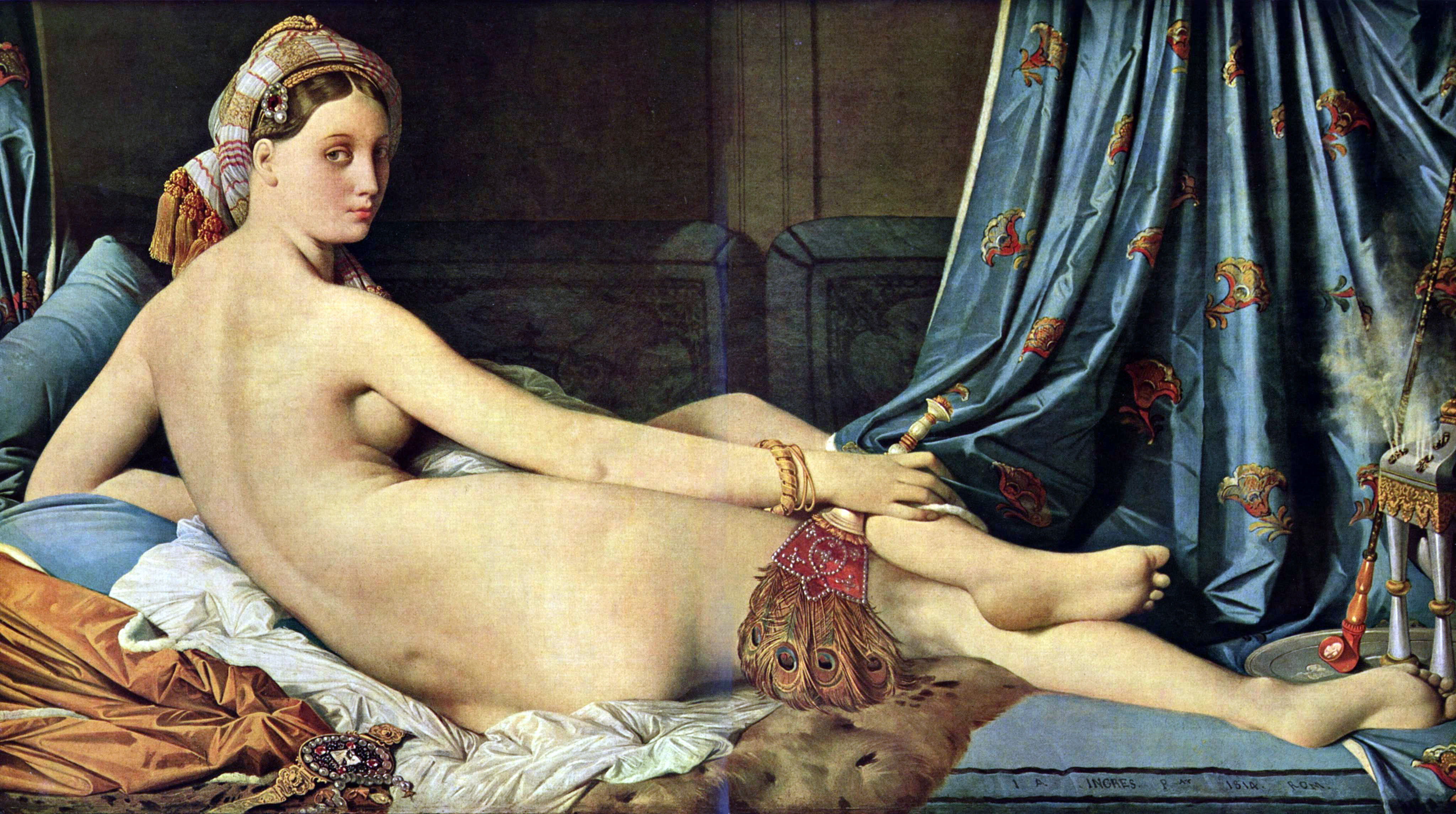
ドミニク・アングル『グランド・オダリスク』
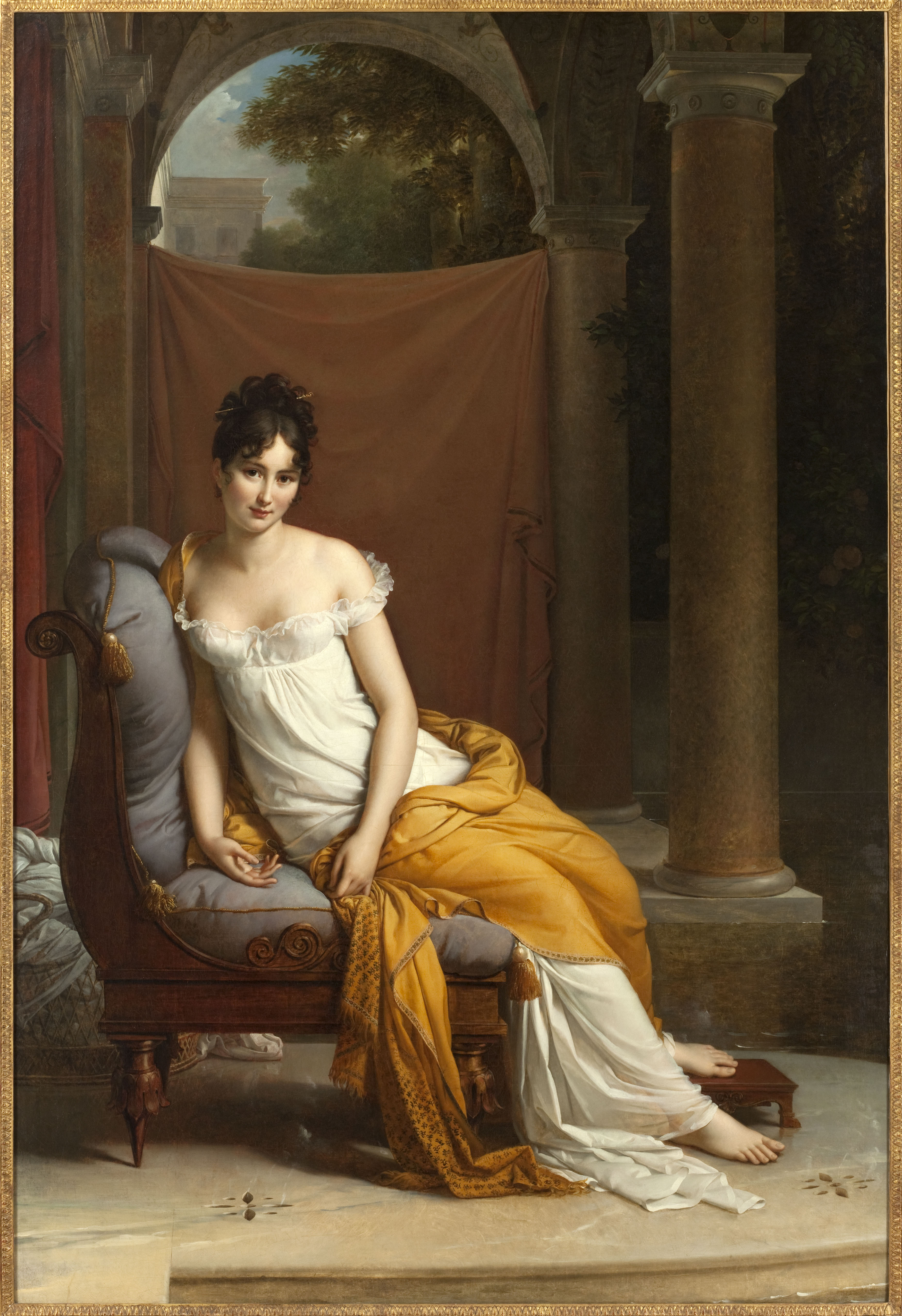
フランソワ・ジェラール『ジュリエット・レカミエの肖像』
アントワーヌ＝ジャン・グロ『クリスティーヌ・ボワイエの肖像』

### 彫刻
イタリアのカノーヴァが古代の理想を受け継いだ作品を残し、ナポレオンの依頼で皇帝像も制作している。

### 工芸
イギリスのウェッジウッドは、ジャスパーウェアをはじめとする炻器に、古代ギリシャ、エトルリア、ローマ、エジプトの陶器の形状、意匠を取り入れ一世を風靡した。この傾向はマイセンなど大陸諸窯にも大きく影響を与えた。

## その他
上記の時期に限定されず、「新古典主義」という用語が用いられることがある。
- パブロ・ピカソは1920年代に、新古典主義を参照・模倣して、人物画を多く描いた。この時期をピカソの新古典主義（古典主義）時代という。
- 演劇では、ルネサンス期のイタリア・イギリス（シェイクスピア等）の劇作を新古典主義ということがある（演劇の歴史の項を参照）。
- ナチスの採用した建築様式も新古典主義と呼ばれることがある。

## ギャラリー

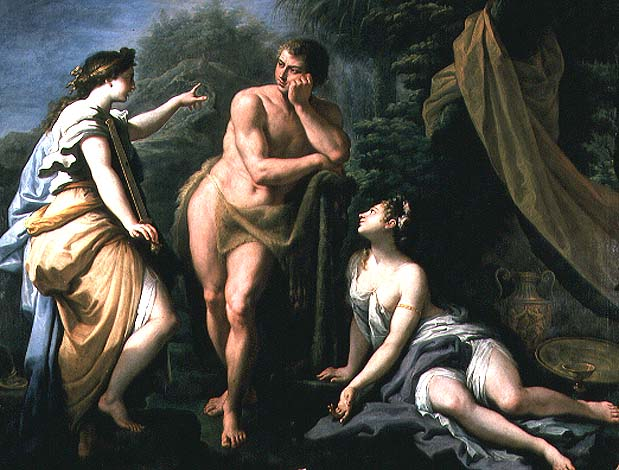
パオロ・デ・マッテイス《ヘラクレスの選択》 1712年、198x256cm、アシュモリアン美術館所蔵
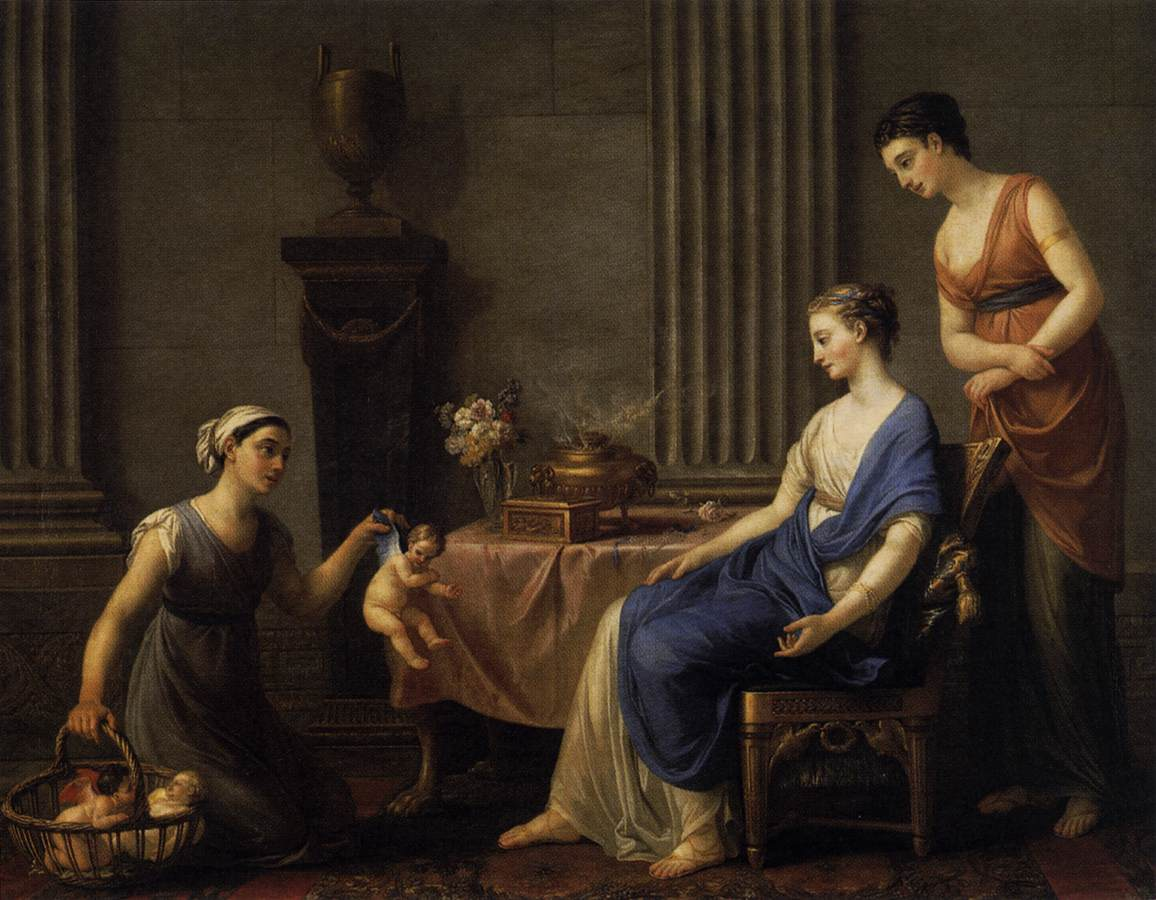
ジョゼフ＝マリー・ヴィアン《プットーを売る女》 1763年、98x112cm、フォンテーヌブロー宮国立美術館所蔵
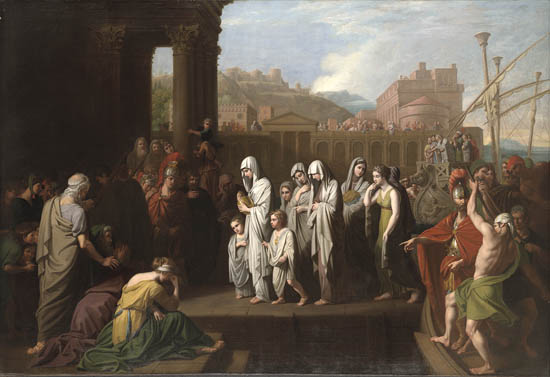
ベンジャミン・ウェスト《ゲルマニクスの遺灰を抱いてブルンディシウムに上陸するアグリッピナ》 1768年、164x240c、イェール大学付属美術館所蔵
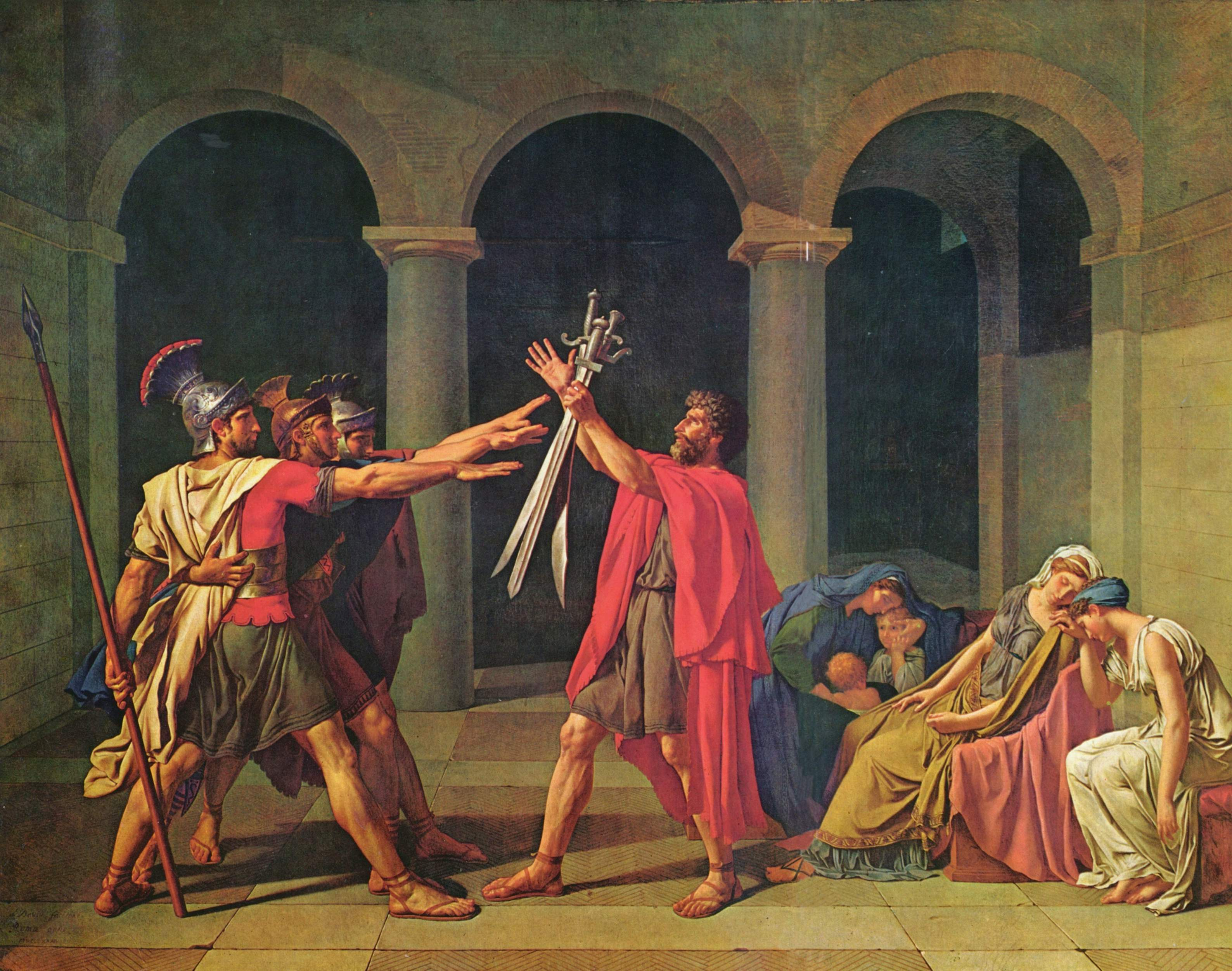
ジャック＝ルイ・ダヴィッド《ホラティウス兄弟の誓い》 1784年、275x203cm、ルーヴル美術館所蔵
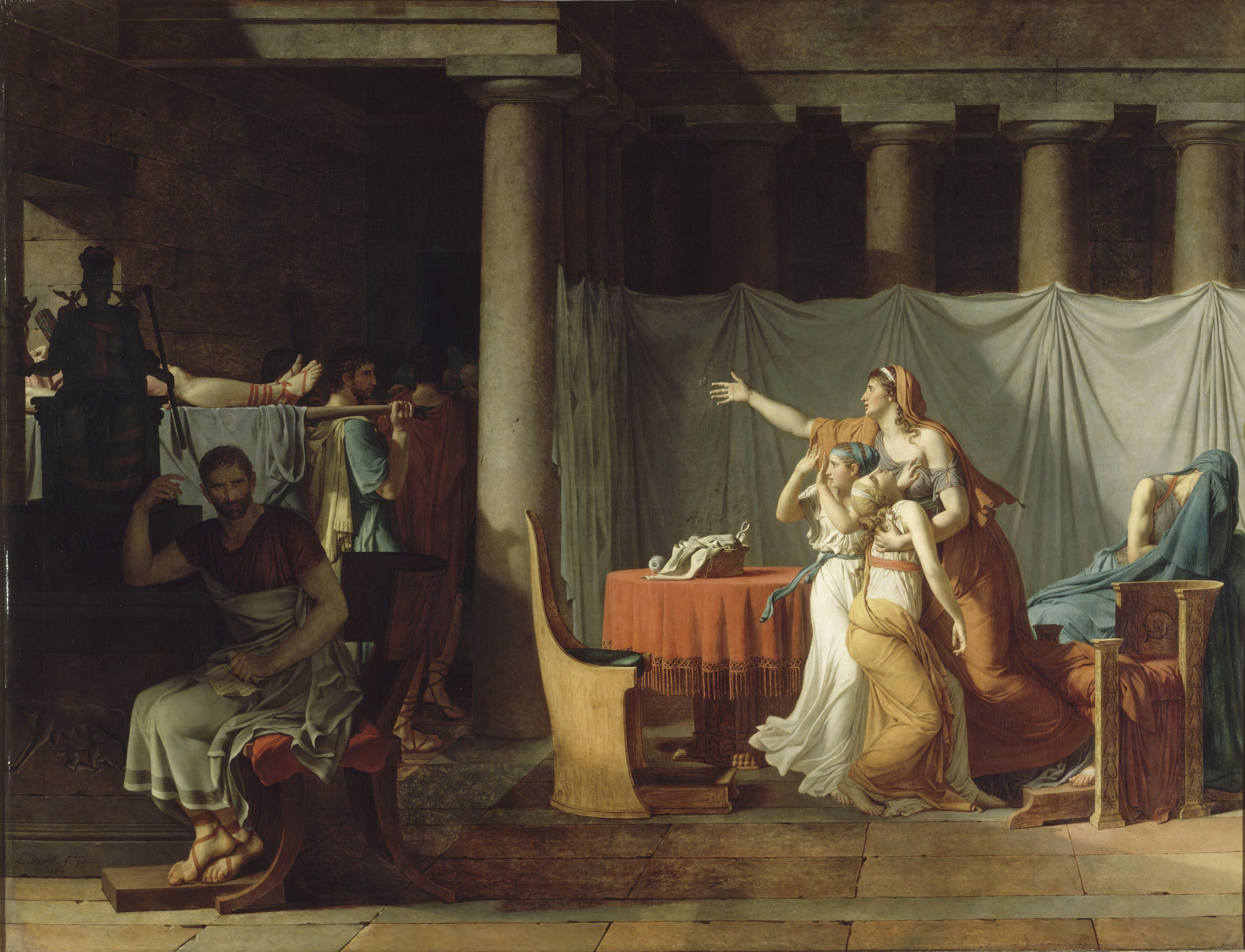
ジャック＝ルイ・ダヴィッド《ブルートゥス邸に息子たちの遺骸を運ぶ警士たち》1789年、323x422cm、ルーヴル美術館所蔵
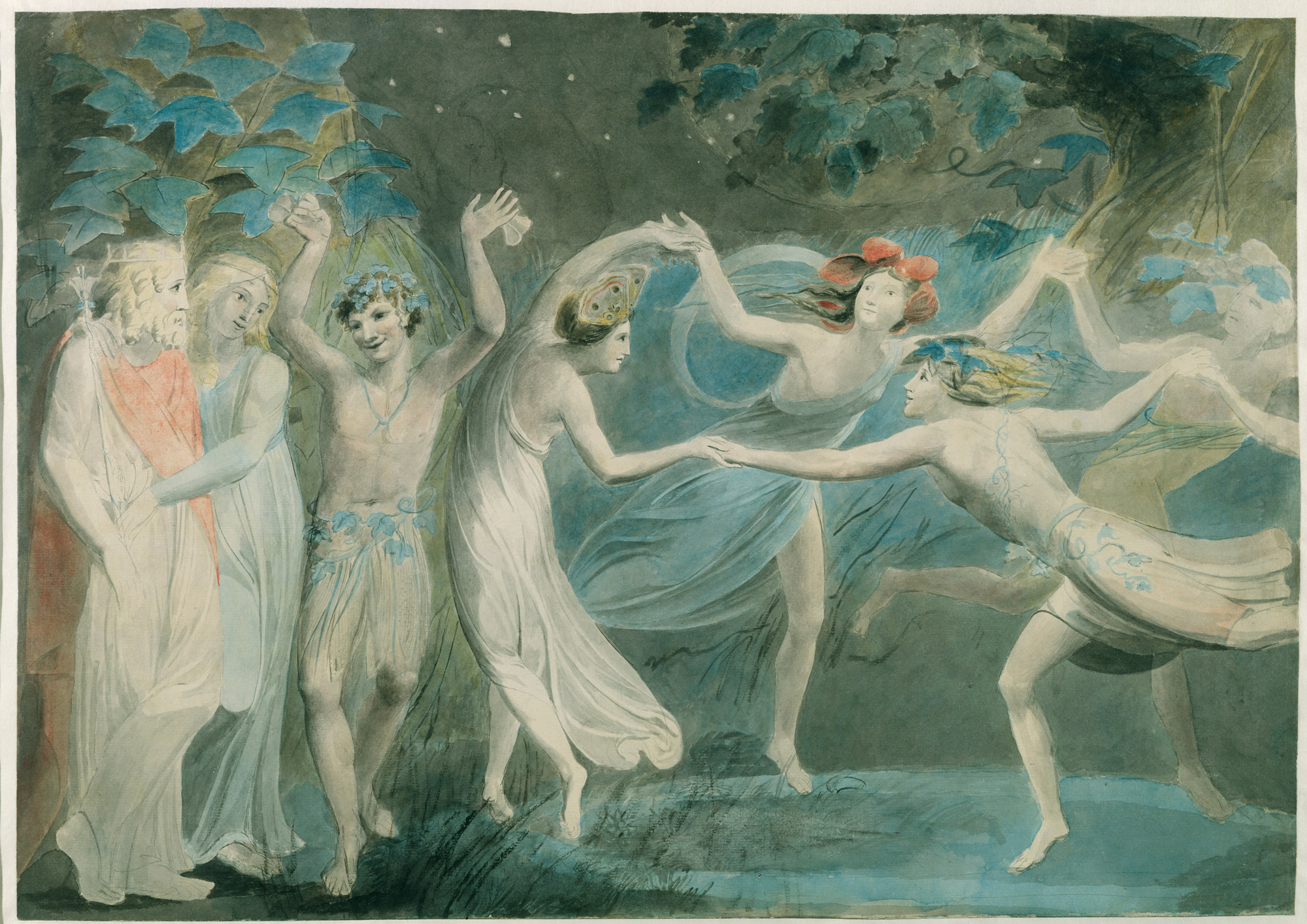
ウィリアム・ブレイク《オベロン、タイタニア、パック、踊る妖精》 1785年、47.5x62.5cm、テート・ギャラリー所蔵
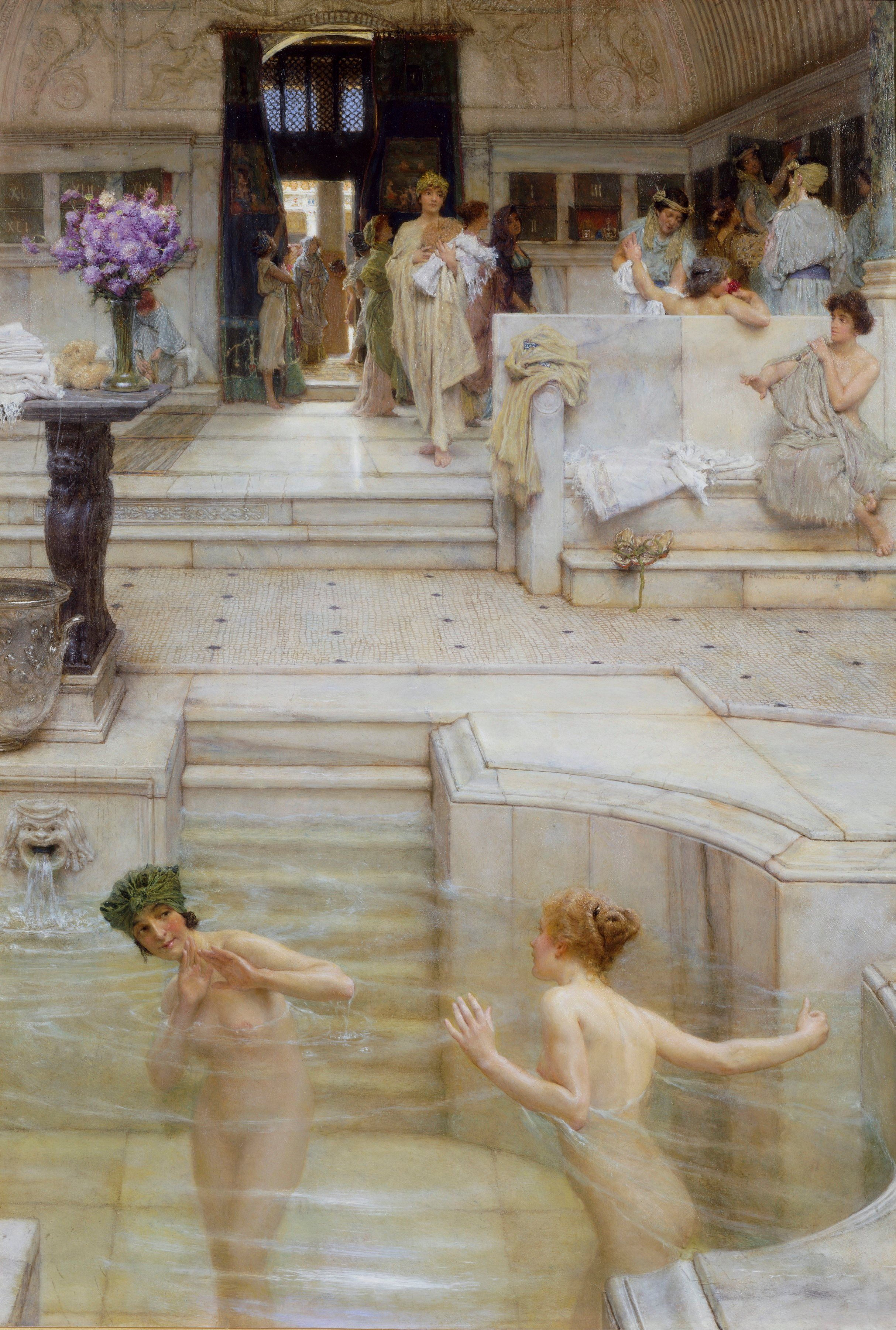
《ポンペイの浴場》、オランダの画家ローレンス・アルマ・タデマによる新古典主義の作品